# Vosges Matin
Vosges Matin est un quotidien régional français s'intéressant particulièrement à l'actualité du département des Vosges et de quelques communes limitrophes de Haute-Saône et de Meurthe-et-Moselle. 
Son siège se trouve à Épinal.
Vosges Matin appartient au Groupe Ebra qui est une filiale de la banque Crédit Mutuel.

## Historique
Lancé le 2 janvier 2009, Vosges-Matin est un quotidien régional créé à l'initiative de L'Est républicain (qui avait racheté le titre en 1999) pour remplacer La Liberté de l'Est.
Le 16 novembre 2016, une nouvelle formule au format tabloïd voit le jour. Le journal de 64 pages est divisé en deux cahiers : un général et un local. Le lundi, le cahier intérieur est consacré au sport.

## Éditions locales
- Édition de la Plaine;
- Édition du Soir Vosges;
- Édition d'Épinal-Remiremont;

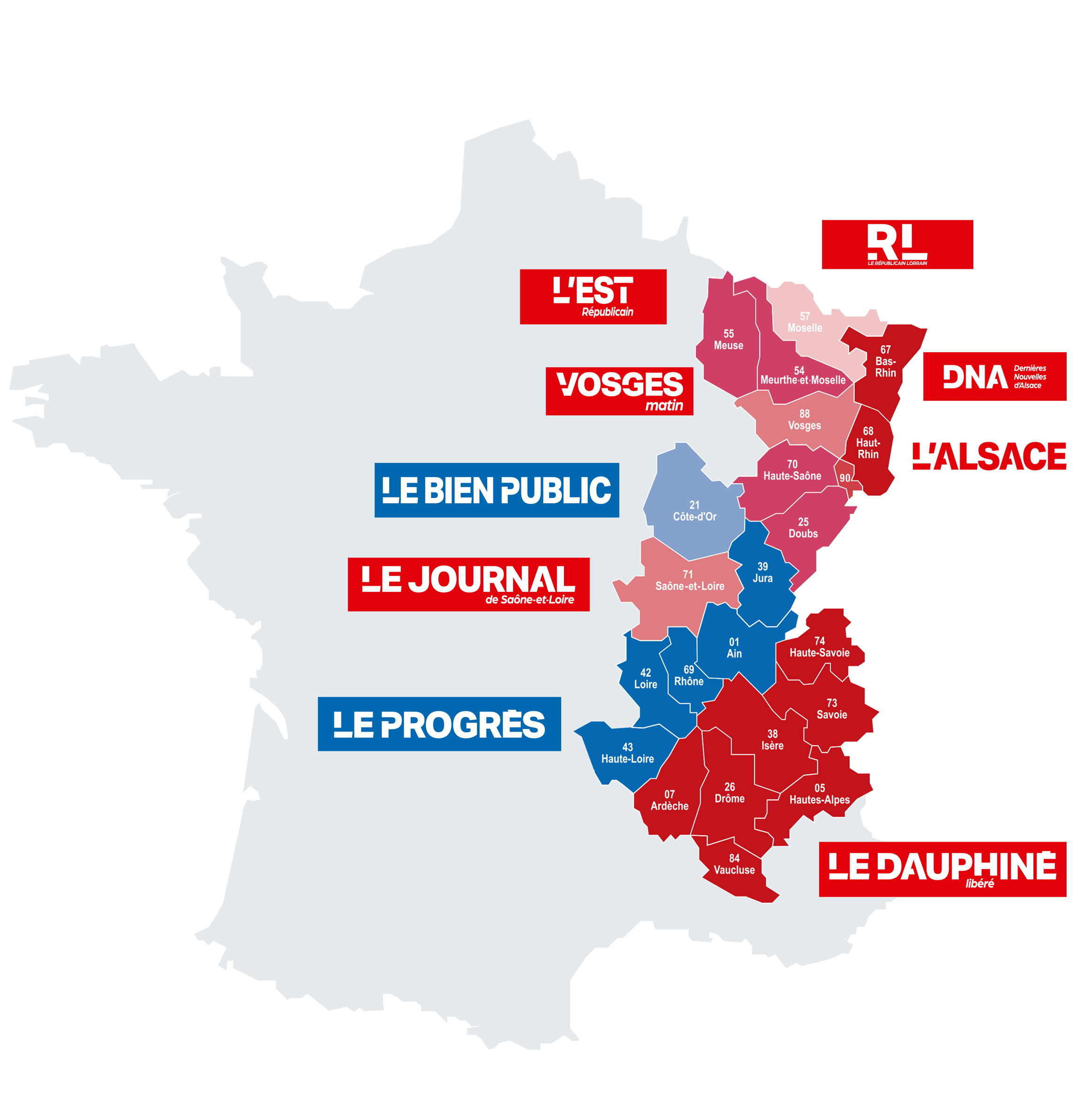
Carte de la zone géographique de couverture des titres EBRA.

- Édition de Saint-Dié-Massif des Vosges.

## Galerie

Ancien logo jusqu'en octobre 2022.
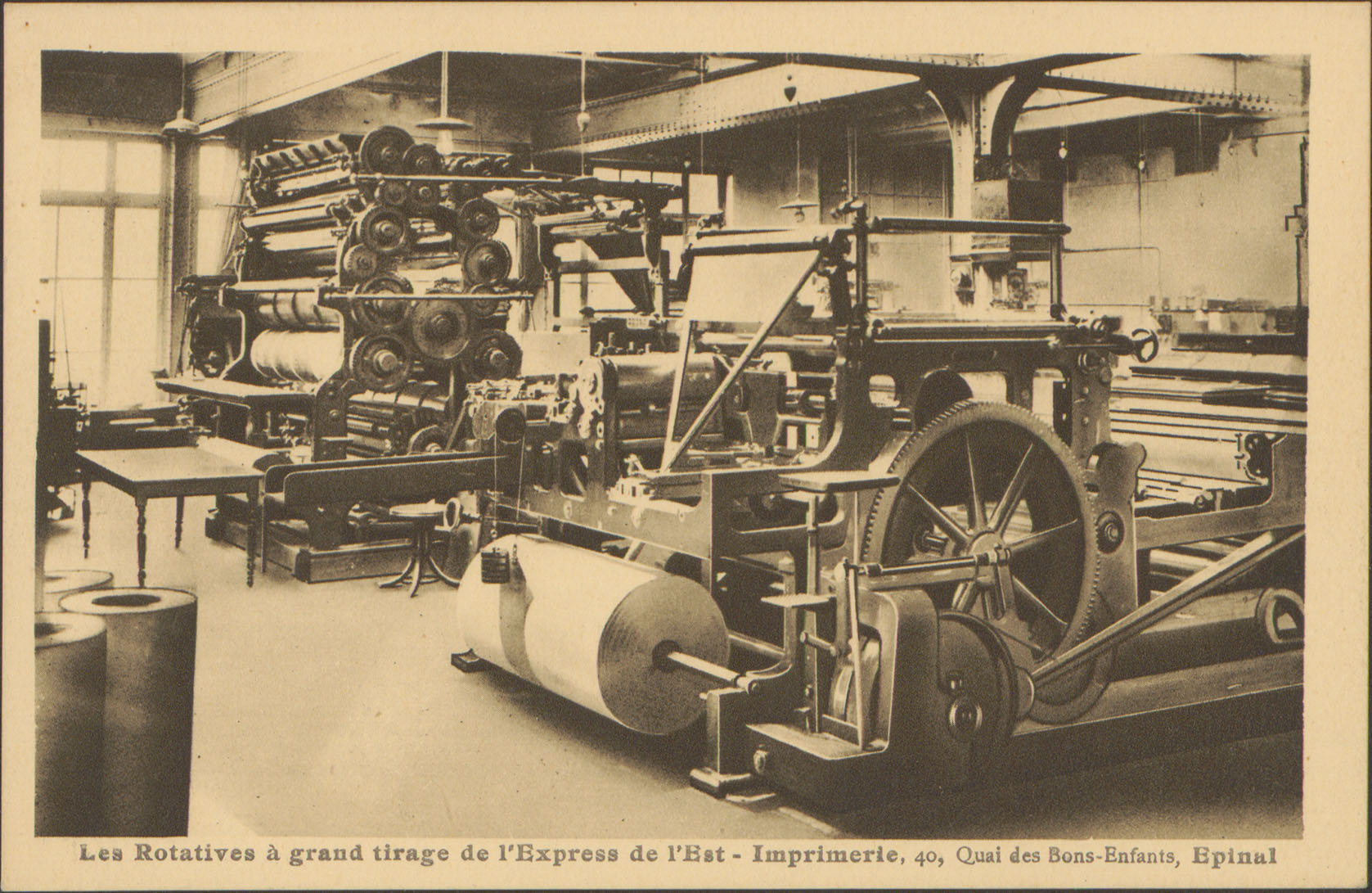
Rotatives de l'Express de l'Est, au 40, quai des Bons-Enfants, à Épinal.
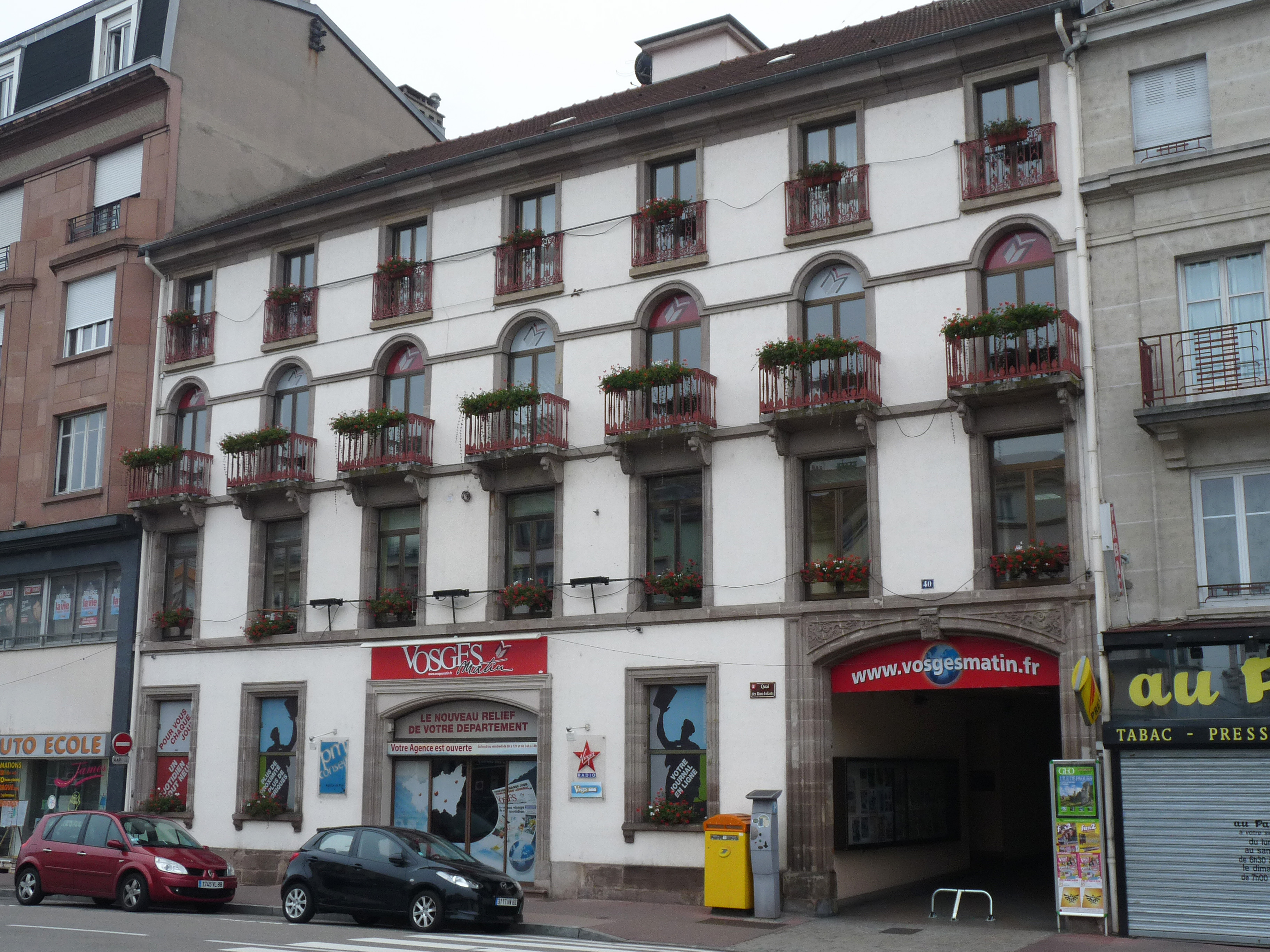
Siège actuel de Vosges Matin au 40, quai des Bons-Enfants à Épinal.